# Augsburg
Augsburg (phiên âm tiếng Việt: Au-xbuốc; UK: /ˈaʊɡzbɜːrɡ/ OWGZ-burg, US: /ˈɔːɡz-/ AWGZ-, tiếng Đức: [ˈaʊksbʊʁk] ⓘ; Swabian German: Augschburg) là một thành phố nằm tại Schwaben, bang Bayern, miền nam Đức. Đây là thành phố lớn thứ ba ở bang sau Munich và Nuremberg với dân số 300.000 người, và 885.000 người trong khu vực đô thị của nó.
Thành phố có trường đại học này là thành phố lâu đời thứ hai của nước Đức sau Trier. Tên Augsburg xuất phát từ tên của một làng người La Mã Augusta Vindelicorum được thành lập trong năm 15 TCN dưới thời của hoàng đế La Mã Augustus - vào thời điểm đấy là một trại quân sự.
Vào ngày 1 tháng 1 năm 2006 thành phố có dân số là 263.804 người với tỷ lệ người nước ngoài là 16,7% và là thành phố lớn thứ ba của Bayern sau München và Nürnberg. Vượt ngưỡng 100.000 dân từ năm 1906, Augsburg là thành phố lớn kể từ đó.
Augsburg là thành phố duy nhất của nước Đức có một ngày lễ chính thức riêng, đó là ngày Lễ Hòa bình Augsburg (Augsburger Friedensfest) vào ngày 8 tháng 8. Với ngày lễ này thành phố có số ngày lễ chính thức nhiều nhất trong nước Đức so với bất kỳ một vùng hay thành phố nào.
Các thành phố lớn gần đó là München (57 km hướng đông-nam), Nürnberg (121 km về phía bắc) và Stuttgart khoảng (133 km phía tây-bắc).
Năm 2019, UNESCO đã công nhận Hệ thống quản lý nước của Augsburg là Di sản Thế giới.

## Địa lý
Augsburg nằm ở nơi hội tụ của các dòng sông Lech trên dãy Alps, Wertach và Singold. Phần lâu đời nhất của thành phố và các khu phía nam nằm ở chân đồi phía bắc của một thềm đất cao, nổi lên giữa vành dốc của những ngọn đồi Friedberg ở phía đông và những ngọn đồi cao ở phía tây. Ở phía nam kéo dài Lechfeld, một vùng đồng bằng rửa xói của kỷ băng hà giữa các con sông Lech và Wertach, nơi những cảnh quan nguyên thủy quý hiếm được bảo tồn. Rừng thành phố Augsburg và các thung lũng Lech ngày nay được xếp hạng trong số các môi trường sống ở Trung Âu giàu chủng loài nhất.
Augsburg giáp với công viên tự nhiên Augsburg Western Woods - một khu rừng rộng lớn. Bản thân thành phố cũng xanh tươi. Kết quả là, vào năm 1997, Augsburg là thành phố đầu tiên của Đức giành chiến thắng trong cuộc thi toàn châu Âu Entente Florale với danh hiệu thành phố xanh nhất và đáng sống nhất châu Âu.

### Vùng ngoại ô và các đô thị lân cận
Augsburg được bao quanh bởi các quận Landkreis Augsburg ở phía tây và Aichach-Friedberg ở phía đông.
Vùng ngoại ô của Augsburg là Friedberg, Königsbrunn, Stadtbergen, Neusäß, Gersthofen, Diedorf
Các đô thị lân cận: Rehling, Affing, Kissing, Mering, Merbing, Bobingen, Gessertshausen

## Lịch sử

### Lịch sử ban đầu

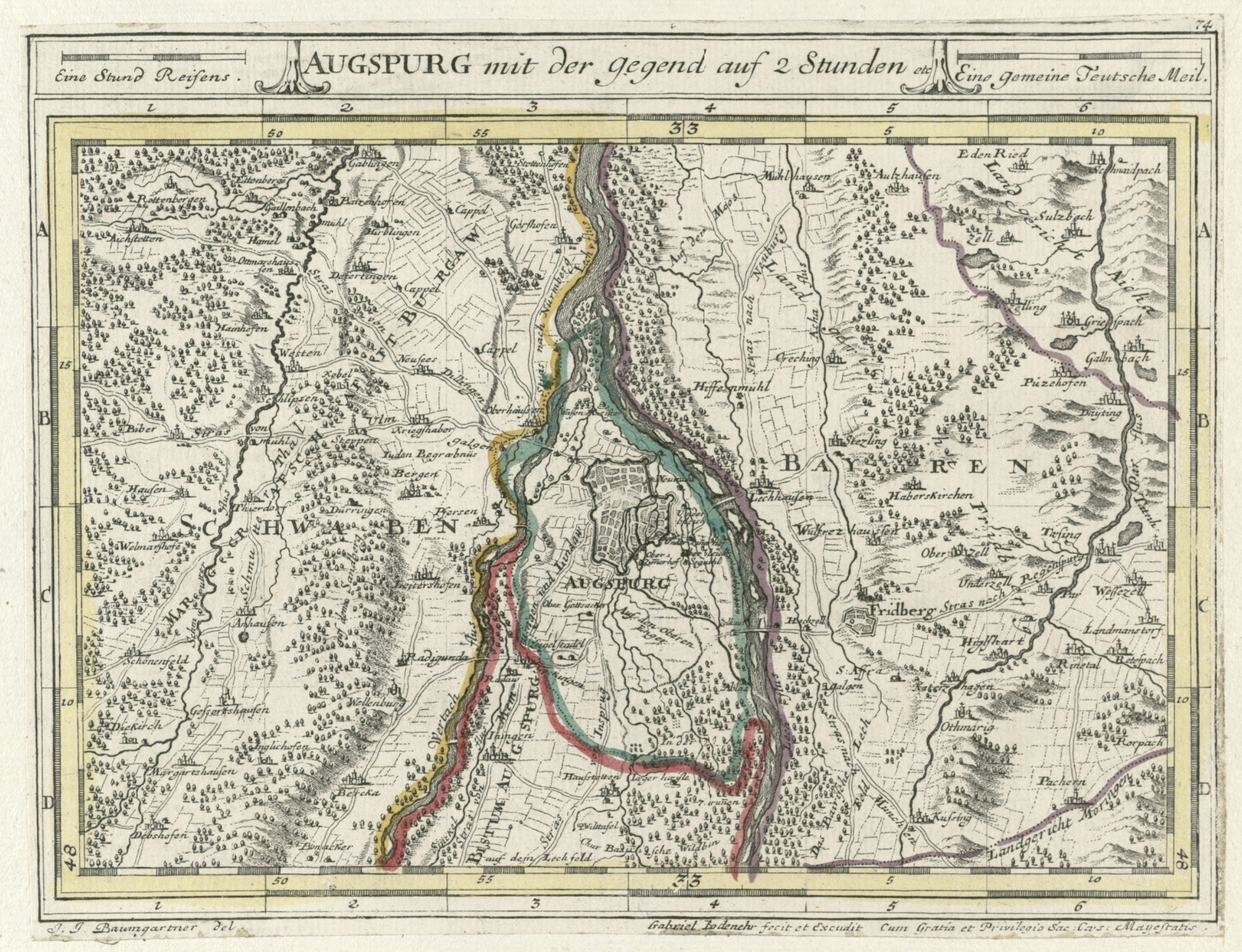
Bản đồ đầu thế kỷ 18 của Augsburg và khu vực lân cận

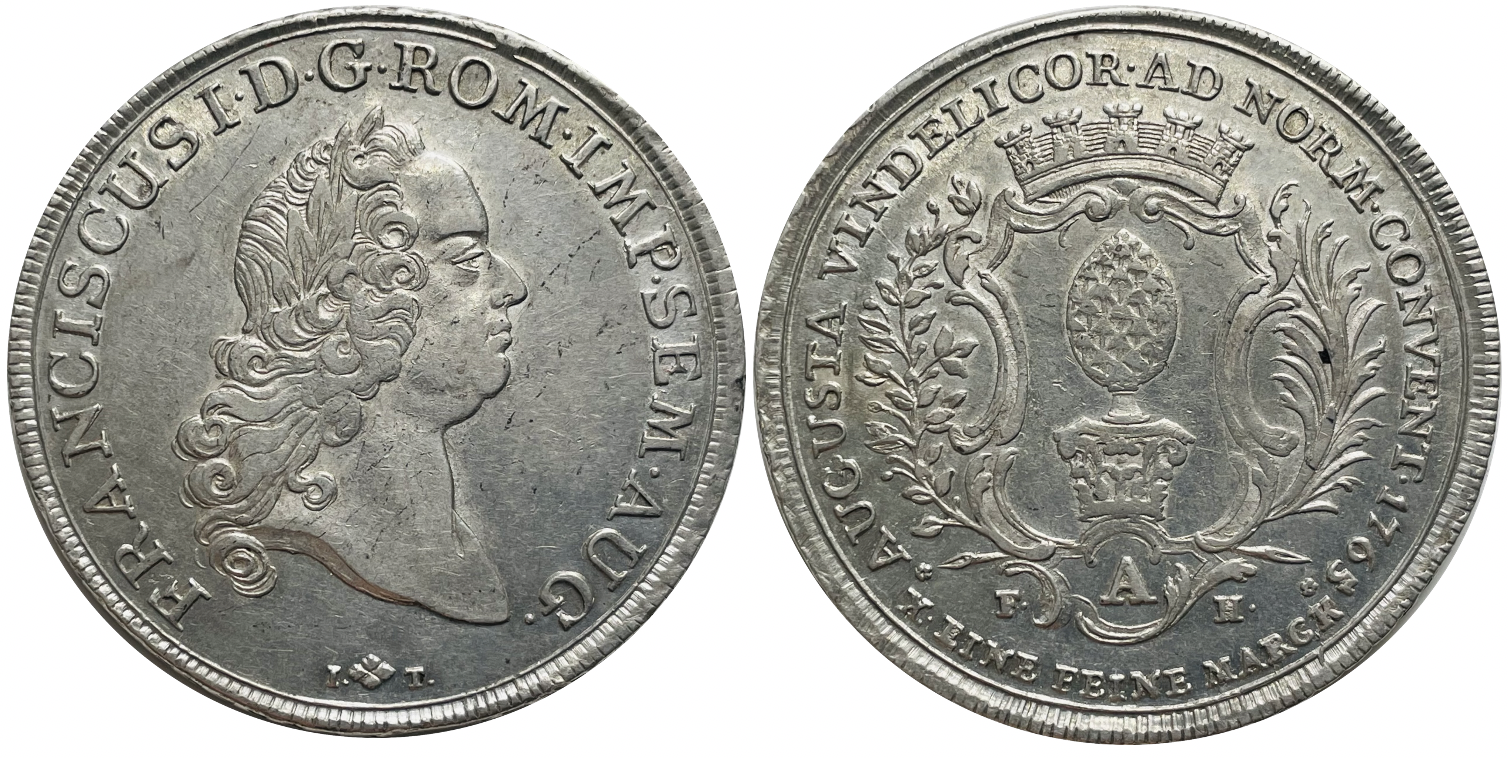
1 conventionsthaler bạc của Thành bang tự do Augsburg, với mặt trước là Hoàng đế Francis I của Thánh chế La Mã, đúc năm 1765

Thành phố được thành lập vào năm 15 trước Công nguyên bởi Drusus và Tiberius với tên Augusta Vindelicorum (phát âm tiếng Latinh: [au̯ˈɡʊsta wɪndɛlɪˈkoːrũː], Phát âm tiếng Anh của tiếng Latin: /aʊˈɡuːstə vɪnˌdɛlɪˈkɔːrəm/ ow-GOO-stə vin-DEL-i-KOR-əm), theo lệnh của cha dượng Hoàng đế Augustus. Tên này có nghĩa là "Augusta của Vindelici". Trại đồn trú này sớm trở thành thủ phủ của tỉnh Raetia của La Mã.
Sự phát triển lúc đầu là do sự liên kết 400 năm với Đế chế La Mã, đặc biệt là vì vị trí quân sự, kinh tế và địa lý tuyệt vời của nó tại nơi hội tụ của các con sông Lech và Wertach và có quyền tiếp cận trực tiếp hầu hết các đèo quan trọng của dãy Alps. Do đó, Augsburg là giao điểm của nhiều kết nối quan trọng Đông-Tây và Bắc-Nam, sau này phát triển thành các tuyến giao thương chính thời Trung cổ.
Khoảng năm 120 sau Công nguyên, Augsburg trở thành thủ phủ của tỉnh La Mã Raetia. Augsburg đã bị người Hung cướp phá vào thế kỷ thứ 5 sau Công nguyên, bởi Charlemagne vào thế kỷ thứ 8 và bởi Welf xứ Bavaria vào thế kỷ thứ 11 nhưng sau mỗi lần bị cướp phá, Augsburg lại phát triển thịnh vượng hơn.

### Tuyên bố Augsburg
Augsburg đã được trao tư cách của một Thành phố đế quốc tự do vào ngày 9 tháng 3 năm 1276 và từ đó cho đến năm 1803, nó độc lập với lãnh chúa cũ của nó, Công tước-Giám mục Augsburg. Tuy nhiên, va chạm giữa thành bang và các Công tước-Giám mục vẫn thường xuyên xảy ra, đặc biệt là sau khi Augsburg trở thành Tin lành và kiềm chế các quyền và tự do của người Công giáo.
Với vị trí chiến lược ở nơi giao lộ của các tuyến thương mại đến Ý, Thành phố Tự do trở thành một trung tâm thương mại lớn. Augsburg sản xuất số lượng lớn hàng dệt, vải và dệt may. Augsburg trở thành căn cứ của hai gia tộc ngân hàng đã trở nên nổi tiếng, Fugger và Welser. Gia tộc Fugger đã tặng một phần Fuggerei của thành phố dành cho nhà ở cho những người nghèo vào năm 1516, nơi vẫn còn được sử dụng cho đến ngày nay.

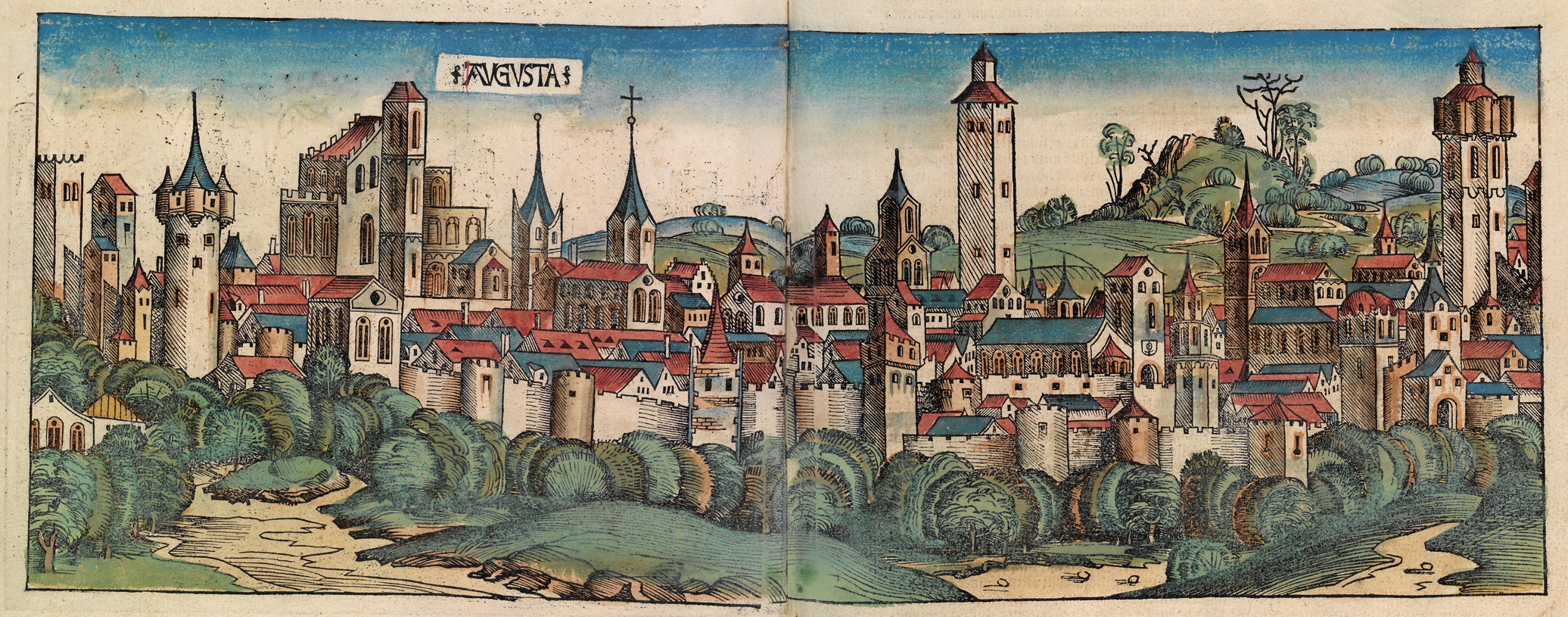
Toàn cảnh Augsburg, 1493

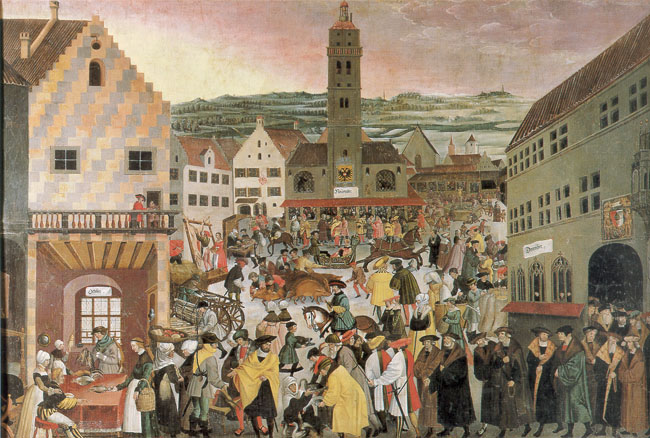
Chợ Perlach năm 1550.

Năm 1530, Tuyên bố Augsburg đã được trình bày cho Hoàng đế La Mã thần thánh tại nghị viện Augsburg. Sau Hòa ước Augsburg năm 1555, quyền của các nhóm thiểu số tôn giáo ở các thành phố trong đế quốc được bảo vệ về mặt pháp lý, một hội đồng thành phố Tin Lành-Công giáo kết hợp đã lãnh đạo một cộng đồng đa số người Tin lành; xem Paritätische Reichsstadt.

### Chiến tranh ba mươi năm
Hòa hợp tôn giáo trong thành phố nói chung được duy trì mặc dù gia tăng căng thẳng do Tuyên bố Augsburg cho đến khi Chiến tranh ba mươi năm (1618-1648). Năm 1629, Hoàng đế La Mã thần thánh Ferdinand II ban hành Sắc lệnh Khôi phục, trong đó khôi phục lại luật pháp năm 1552 và một lần nữa thu hẹp quyền hạn của các công dân Tin lành. Sự bất bình đẳng của Sắc lệnh Khôi phục đã bị xóa bỏ khi vào tháng 4 năm 1632 khi quân đội Thụy Điển dưới thời Gustavus Adolphus đã chiếm được Augsburg mà không gặp phải sự kháng cự nào.
Năm 1634, quân đội Thụy Điển hành quân ở Nördlingen gần đó. Đến tháng 10 năm 1634, quân đội Công giáo đã bao vây Augsburg. Quân đồn trú của quân đội Thụy Điển đã từ chối đầu hàng và một cuộc bao vây xảy ra trong mùa đông năm 1634/35 làm hàng ngàn người chết vì đói và bệnh tật. Theo J. N. Hays, "Trong thời kỳ Thụy Điển chiếm đóng và Hoàng gia bao vây, dân số của thành phố đã giảm từ khoảng 70.000 xuống còn khoảng 16.000, trong bệnh sốt phát ban và bệnh dịch hạch đóng vai trò chủ yếu."

### Chiến tranh chín năm
Năm 1686, Hoàng đế Leopold I thành lập Liên minh Augsburg, được người Anh gọi là "Đại Liên minh" sau khi Anh gia nhập năm 1689: một liên minh châu Âu bao gồm Áo, Bavaria, Brandenburg, Anh, Đế quốc La Mã Thần thánh, lãnh địa sông Rhine, Bồ Đào Nha, Savoy, Sachsen, Tây Ban Nha, Thụy Điển và Cộng hòa Hà Lan (tham gia vào các thời điểm khác nhau). Nó được thành lập để bảo vệ lãnh địa khỏi Pháp. Liên minh này đã chiến đấu chống lại Pháp trong Chiến tranh Chín Năm.
Những năm bùng nổ đỉnh cao của Augsburg là trong thế kỷ XV và XVI nhờ ngân hàng và các doanh nghiệp luyện kim của các gia tộc thương gia như Fugger và Welser, những người nắm giữ vị thế độc quyền ở đây gần như trong tất cả các ngành công nghiệp. Sự giàu có của Augsburg đã thu hút các nghệ sĩ tìm kiếm khách hàng quen và nhanh chóng trở thành một trung tâm sáng tạo cho các họa sĩ, nhà điêu khắc và nhạc sĩ nổi tiếng, đáng chú ý là nơi sinh của gia tộc họa sĩ Holbein. Trong những thế kỷ sau đó, thành phố là nơi ra đời của nhà soạn nhạc Leopold Mozart và nhà viết kịch Berthold Brecht. Rococo trở nên thịnh hành đến nỗi nó được biết đến với cái tên "phong cách Augsburg" trên khắp nước Đức.

### Kết thúc tình trạng Thành phố Hoàng gia Tự do và Phục hưng Cách mạng Công nghiệp

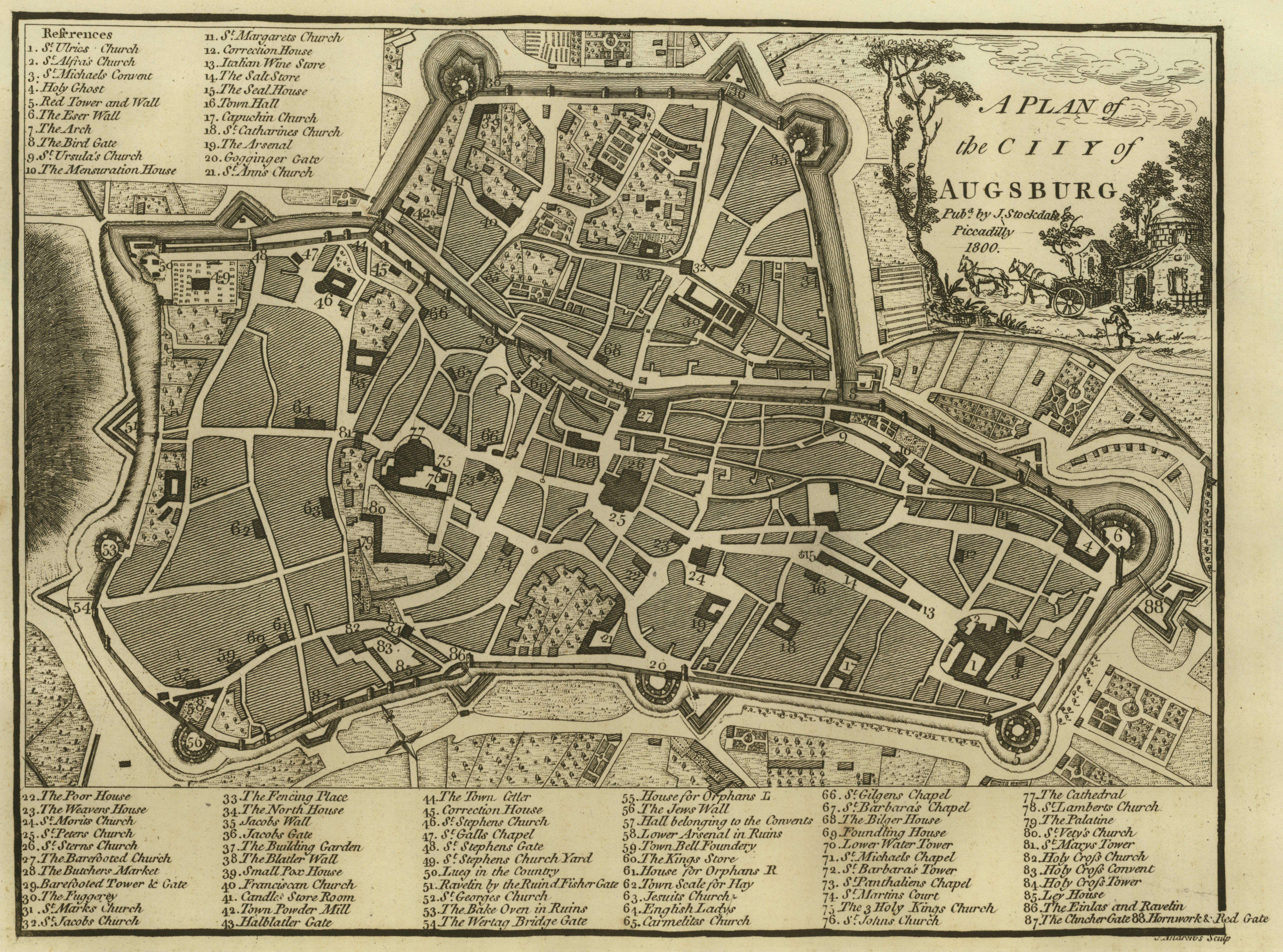
Một bản đồ của Augsburg năm 1800.

Reichsdeputationshauptschluss hay Final Recess năm 1803 đã chứng kiến sự sáp nhập của gần như tất cả 51 Thành phố Hoàng gia Tự do, ngoại trừ Augsburg và năm thành phố khác. Tuy nhiên, khi Đế quốc La Mã thần thánh bị giải thể vào năm 1806, Napoléon đã khuyến khích các đồng minh Đức của mình hòa giải các nước láng giềng nhỏ hơn. Augsburg mất độc lập và được sáp nhập vào Vương quốc Bayern. Năm 1817, thành phố trở thành thủ đô hành chính của Oberdonaukreis, sau đó là thủ đô hành chính vào năm 1837 của quận Swabia và Neuburg.
Vào cuối thế kỷ 19, ngành công nghiệp dệt may của Augsburg một lần nữa vươn lên nổi bật cùng với đó là ngành công nghiệp chế tạo máy móc hỗ trợ cho nó.

### Quân đội
Augsburg trong lịch sử là một thành phố quan trọng về quân sự do vị trí chiến lược của nó. Trong cuộc tái vũ trang của Đức trước Chiến tranh thế giới thứ hai, Wehrmacht đã mở rộng từ một doanh trại ban đầu của Augsburg (doanh trại) thành ba doanh trại: Somme Kaserne (nơi ăn ở của Wehrmacht Artillerie-Trung đoàn 27); Doanh trại Arras (nơi ăn ở của Wehrmacht Infanterie Wehrmacht 27) và Panzerjäger Kaserne (nơi ăn ở của Panzerabwehr-Abteilung 27 (sau này là Panzerjäger-Abteilung 27)). Wehrmacht Panzerjäger-Abteilung 27 sau đó đã được chuyển đến Füssen.
Trong Thế chiến II, một tiểu đội của trại tập trung Dachau được đặt ở ngoại ô Augsburg, cung cấp khoảng 1.300 lao động cưỡng bức cho ngành công nghiệp liên quan đến quân sự địa phương, đặc biệt là hãng máy bay quân sự Messerschmitt AG có trụ sở tại Augsburg.
Năm 1941, Rudolf Hess, dù không có sự cho phép của Adolf Hitler, đã bí mật cất cánh từ một sân bay ở Augsburg và bay tới Scotland để gặp Công tước Hamilton để đàm phán kết thúc mặt trận Châu Âu và tham gia Chiến dịch Nga sắp tới. Tuy nhiên, máy bay bị rơi ở Eaglesham và ông ta đã bị bắt sống.
Trung đoàn bộ binh Reichswehr 19 đóng quân ở Augsburg và trở thành đơn vị cơ bản của Trung đoàn bộ binh Wehrmacht 40, một tiểu khu của Sư đoàn bộ binh Wehrmacht 27 (sau này trở thành Wehrmacht Panzerdivision 17). Các yếu tố của Tiểu đoàn Wehrmacht II của Gebirgie-Jäger-Trung đoàn 99 (đặc biệt là Wehrmacht Panzerjäger Kompanie 14) bao gồm các bộ phận của Sư đoàn Bộ binh Wehrmacht 27. Trung đoàn Bộ binh 40 vẫn ở lại Augsburg cho đến khi kết thúc chiến tranh khi vào ngày 28 tháng 4 năm 1945, quân đội Hoa Kỳ chiếm thành phố. Thành phố và các công trình của Messerschmitt đã bị ném bom ba lần trong chiến tranh. Tài sản thế chấp bị thiệt hại bao gồm sự phá hủy chỉ dưới 25% của tất cả các ngôi nhà trong thành phố và cái chết của hàng trăm người.
Sau chiến tranh, ba Kaserne sẽ đổi chủ một cách khó hiểu giữa người Mỹ và người Đức, cuối cùng kết thúc trong tay Mỹ trong suốt thời gian Chiến tranh Lạnh. Wehrmacht Kaserne trước đây đã trở thành ba doanh trại chính của Hoa Kỳ tại Augsburg: Reese, Sheridan và FLAK. Căn cứ FLAK của Hoa Kỳ đã là một doanh trại phòng không kể từ năm 1936 và Căn cứ Sheridan của Hoa Kỳ "hợp nhất" doanh trại bộ binh cũ với một Kaserne nhỏ hơn của các đơn vị liên lạc Luftwaffe trước đây.
Sự hiện diện của quân đội Mỹ trong thành phố bắt đầu với Sư đoàn Bộ binh 5 Hoa Kỳ đóng tại FLAK Kaserne từ năm 1945 đến 1955, sau đó là Sư đoàn dù 11, tiếp theo là Sư đoàn Bộ binh 24, Pháo binh Quân đoàn VII Hoa Kỳ, Trạm USASA Augsburg và cuối cùng là Lữ đoàn Tình báo Quân đội 66, đã trả lại Kaserne cũ cho Đức vào năm 1998. Ban đầu Heeresverpflegungshauptamt Südbayern và một cảnh sát viên của một sĩ quan tồn tại trên hoặc gần vị trí của Reese-Kaserne, nhưng đã bị người Mỹ chiếm đóng.

## Chính trị

### Đô thị
Từ năm 1266 đến năm 1548, các thuật ngữ Stadtpfleger (người đứng đầu hội đồng thị trấn) và Thị trưởng đã được sử dụng thay thế cho nhau, hoặc đôi khi la đồng thời. Vào năm 1548, danh hiệu cuối cùng đã được cố định cho Stadtpfleger, người đã điều hành trong nhiều năm và sau đó được trao danh hiệu cho cuộc sống (mặc dù không còn cai trị), do đó gây nhầm lẫn, trong hồ sơ của hai hoặc nhiều hơn nữa là Stadtpfleger.
Sau khi sáp nhập vào Bavaria vào năm 1806, Augsburg đã được cai trị bởi một quan tòa với hai thị trưởng, được hỗ trợ bởi một hội đồng bổ sung của "Ủy viên Cộng đồng": Gemeindebevollmächtige.
Kể từ năm 1907, Thị trưởng được chức danh Oberbürgermeister, vì Augsburg đã đạt tới dân số 100.000 người, theo Gemeindeordnung của Bavaria.

### Hội đồng thị trấn
| Kết quả bầu cử của Hội đồng thị trấn từ năm 1972 theo phần trăm | Kết quả bầu cử của Hội đồng thị trấn từ năm 1972 theo phần trăm | Kết quả bầu cử của Hội đồng thị trấn từ năm 1972 theo phần trăm | Kết quả bầu cử của Hội đồng thị trấn từ năm 1972 theo phần trăm | Kết quả bầu cử của Hội đồng thị trấn từ năm 1972 theo phần trăm | Kết quả bầu cử của Hội đồng thị trấn từ năm 1972 theo phần trăm | Kết quả bầu cử của Hội đồng thị trấn từ năm 1972 theo phần trăm | Kết quả bầu cử của Hội đồng thị trấn từ năm 1972 theo phần trăm | Kết quả bầu cử của Hội đồng thị trấn từ năm 1972 theo phần trăm | Kết quả bầu cử của Hội đồng thị trấn từ năm 1972 theo phần trăm | Kết quả bầu cử của Hội đồng thị trấn từ năm 1972 theo phần trăm | Kết quả bầu cử của Hội đồng thị trấn từ năm 1972 theo phần trăm |
| Năm                                                             | CSU                                                             | SPD                                                             | FDP                                                             | Grüne                                                           | ÖDP                                                             | Die Linke                                                       | REP                                                             | NPD                                                             | Pro Augsburg                                                    | AfD                                                             | khác                                                            |
| --------------------------------------------------------------- | --------------------------------------------------------------- | --------------------------------------------------------------- | --------------------------------------------------------------- | --------------------------------------------------------------- | --------------------------------------------------------------- | --------------------------------------------------------------- | --------------------------------------------------------------- | --------------------------------------------------------------- | --------------------------------------------------------------- | --------------------------------------------------------------- | --------------------------------------------------------------- |
| 1972                                                            | 44,9                                                            | 46,5                                                            | 2,3                                                             | –                                                               | –                                                               | 0,7                                                             | –                                                               | 0,9                                                             | –                                                               | –                                                               | 4,7                                                             |
| 1978                                                            | 46,8                                                            | 44,5                                                            | 2,7                                                             | –                                                               | –                                                               | 0,4                                                             | –                                                               | 0,6                                                             | –                                                               | –                                                               | 4,9                                                             |
| 1984                                                            | 32,9                                                            | 44,9                                                            | 1,3                                                             | 4,2                                                             | –                                                               | 0,2                                                             | –                                                               | 0,7                                                             | –                                                               | –                                                               | 15,8                                                            |
| 1990                                                            | 43,1                                                            | 28,4                                                            | 2,5                                                             | 10,8                                                            | –                                                               | –                                                               | 10,0                                                            | –                                                               | –                                                               | –                                                               | 5,2                                                             |
| 1996                                                            | 44,1                                                            | 29,4                                                            | 1,7                                                             | 10,5                                                            | –                                                               | –                                                               | 2,8                                                             | –                                                               | –                                                               | –                                                               | 11,5                                                            |
| 2002                                                            | 43,5                                                            | 36,4                                                            | 3,5                                                             | 8,7                                                             | 1,8                                                             | 1,2                                                             | –                                                               | –                                                               | –                                                               | –                                                               | 4,9                                                             |
| 2008                                                            | 40,1                                                            | 30,1                                                            | 2,7                                                             | 10,3                                                            | 1,5                                                             | 3,5                                                             | –                                                               | –                                                               | 9,4                                                             | –                                                               | 2,4                                                             |
| 2014                                                            | 37,7                                                            | 22,4                                                            | 1,6                                                             | 12,4                                                            | 1,9                                                             | 3,2                                                             | –                                                               | –                                                               | 5,1                                                             | 5,9                                                             | 9,6                                                             |
| Số ghế 2014                                                     | 23                                                              | 13                                                              | 1                                                               | 7                                                               | 1                                                               | 2                                                               | –                                                               | –                                                               | 3                                                               | 4                                                               | 62                                                              |

12002 PDS, cho đến năm 1984 DKP    2Christlich Soziale Mitte (CSM): 3, Freie Wähler: 2, Polit-WG e.V: 1

### Thành viên của Bundestag
Augsburg nằm trong khu vực bầu cử Wahlkreis 253 Augsburg-Stadt, bao gồm Königsbrunn và một phần của Quận Augsburg.
Volker Ullrich của CSU được chọn trực tiếp vào Bundestag ở Bundestag thứ 18 của Đức.
Được bầu gián tiếp vào Bundestag để tuân thủ Landesliste là Ulrike Bahr của SPD và Claudia Roth của Đảng Xanh.

## Khí hậu
Augsburg có khí hậu đại dương (phân loại khí hậu Köppen: Cfb) hoặc, theo đường đẳng nhiệt 0 °C, khí hậu lục địa ẩm ướt (Dfb).
| Dữ liệu khí hậu của Augsburg (1981–2010) | Dữ liệu khí hậu của Augsburg (1981–2010) | Dữ liệu khí hậu của Augsburg (1981–2010) | Dữ liệu khí hậu của Augsburg (1981–2010) | Dữ liệu khí hậu của Augsburg (1981–2010) | Dữ liệu khí hậu của Augsburg (1981–2010) | Dữ liệu khí hậu của Augsburg (1981–2010) | Dữ liệu khí hậu của Augsburg (1981–2010) | Dữ liệu khí hậu của Augsburg (1981–2010) | Dữ liệu khí hậu của Augsburg (1981–2010) | Dữ liệu khí hậu của Augsburg (1981–2010) | Dữ liệu khí hậu của Augsburg (1981–2010) | Dữ liệu khí hậu của Augsburg (1981–2010) | Dữ liệu khí hậu của Augsburg (1981–2010) |
| Tháng                                    | 1                                        | 2                                        | 3                                        | 4                                        | 5                                        | 6                                        | 7                                        | 8                                        | 9                                        | 10                                       | 11                                       | 12                                       | Năm                                      |
| ---------------------------------------- | ---------------------------------------- | ---------------------------------------- | ---------------------------------------- | ---------------------------------------- | ---------------------------------------- | ---------------------------------------- | ---------------------------------------- | ---------------------------------------- | ---------------------------------------- | ---------------------------------------- | ---------------------------------------- | ---------------------------------------- | ---------------------------------------- |
| Trung bình ngày tối đa °C (°F)           | 2.3 (36.1)                               | 4.1 (39.4)                               | 8.9 (48.0)                               | 13.6 (56.5)                              | 18.5 (65.3)                              | 21.4 (70.5)                              | 23.8 (74.8)                              | 23.5 (74.3)                              | 18.8 (65.8)                              | 13.4 (56.1)                              | 6.6 (43.9)                               | 3.1 (37.6)                               | 13.2 (55.8)                              |
| Trung bình ngày °C (°F)                  | −0.8 (30.6)                              | 0.2 (32.4)                               | 4.4 (39.9)                               | 8.2 (46.8)                               | 13.0 (55.4)                              | 15.9 (60.6)                              | 18.1 (64.6)                              | 17.7 (63.9)                              | 13.6 (56.5)                              | 9.1 (48.4)                               | 3.5 (38.3)                               | 0.3 (32.5)                               | 8.6 (47.5)                               |
| Tối thiểu trung bình ngày °C (°F)        | −3.9 (25.0)                              | −3.7 (25.3)                              | −0.2 (31.6)                              | 2.7 (36.9)                               | 7.3 (45.1)                               | 10.5 (50.9)                              | 12.3 (54.1)                              | 11.9 (53.4)                              | 8.3 (46.9)                               | 4.8 (40.6)                               | 0.3 (32.5)                               | −2.5 (27.5)                              | 4.0 (39.2)                               |
| Lượng mưa trung bình mm (inches)         | 40.1 (1.58)                              | 36.6 (1.44)                              | 47.8 (1.88)                              | 50.7 (2.00)                              | 85.5 (3.37)                              | 90.0 (3.54)                              | 99.7 (3.93)                              | 92.2 (3.63)                              | 65.9 (2.59)                              | 52.8 (2.08)                              | 52.1 (2.05)                              | 53.5 (2.11)                              | 766.9 (30.2)                             |
| Số giờ nắng trung bình tháng             | 64.1                                     | 90.1                                     | 127.3                                    | 173.8                                    | 211.8                                    | 218.1                                    | 240.1                                    | 223.2                                    | 159.3                                    | 107.9                                    | 59.1                                     | 48.7                                     | 1.723,5                                  |
| Nguồn: Météoclimat                       |                                          |                                          |                                          |                                          |                                          |                                          |                                          |                                          |                                          |                                          |                                          |                                          |                                          |

## Điểm tham quan chính

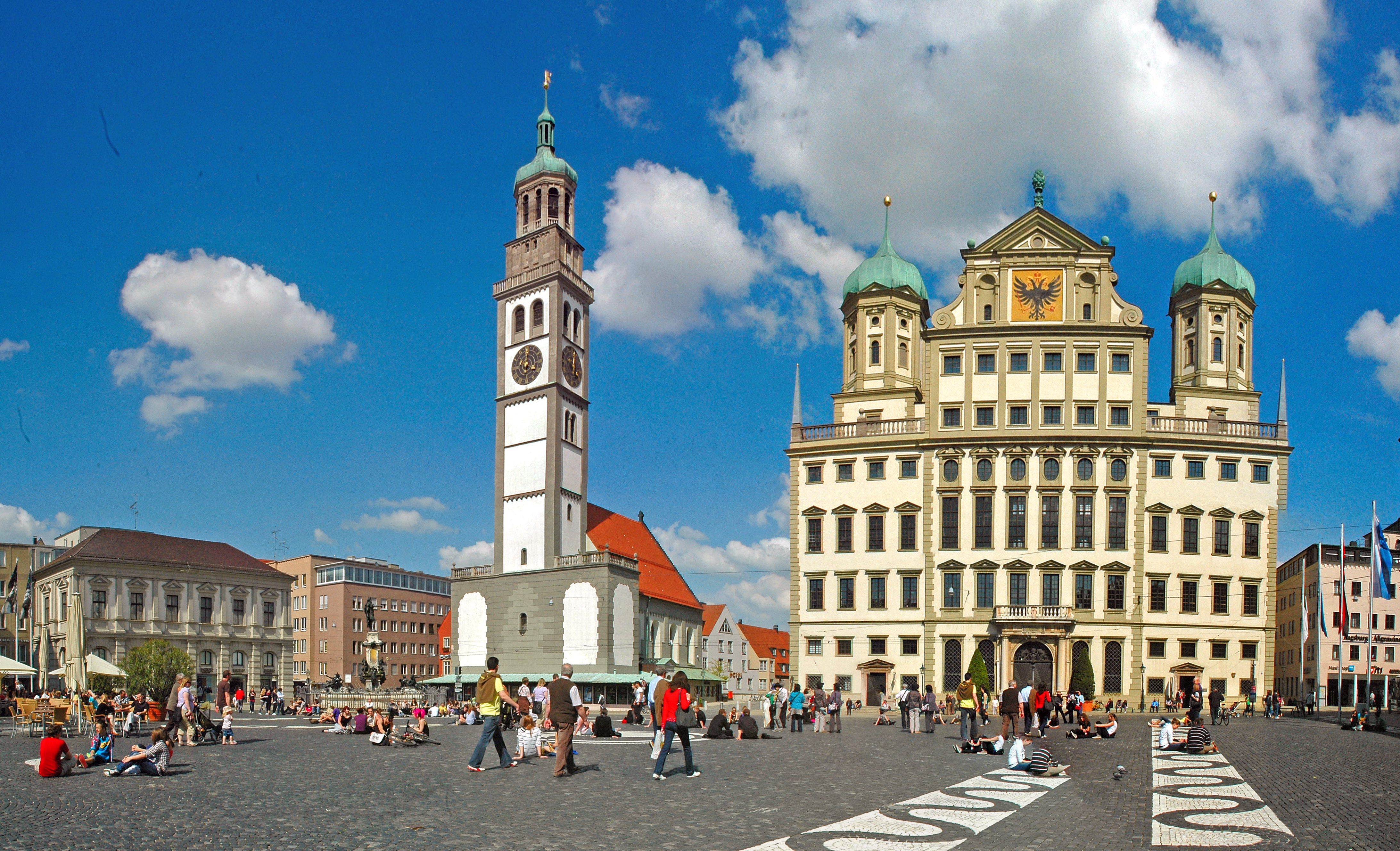
Tòa thị chính Augsburg và Perlachturm (trái)

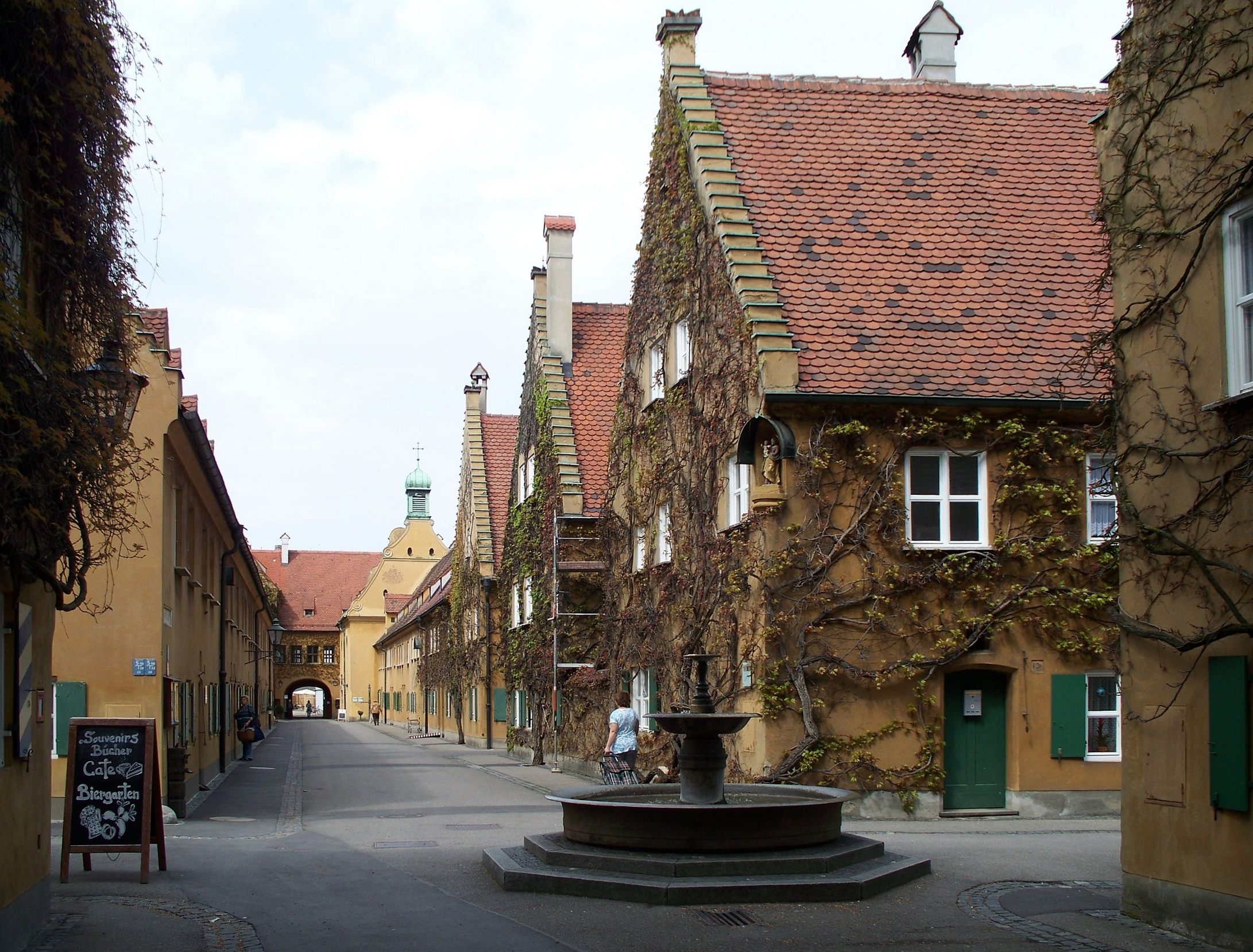
Fuggerei

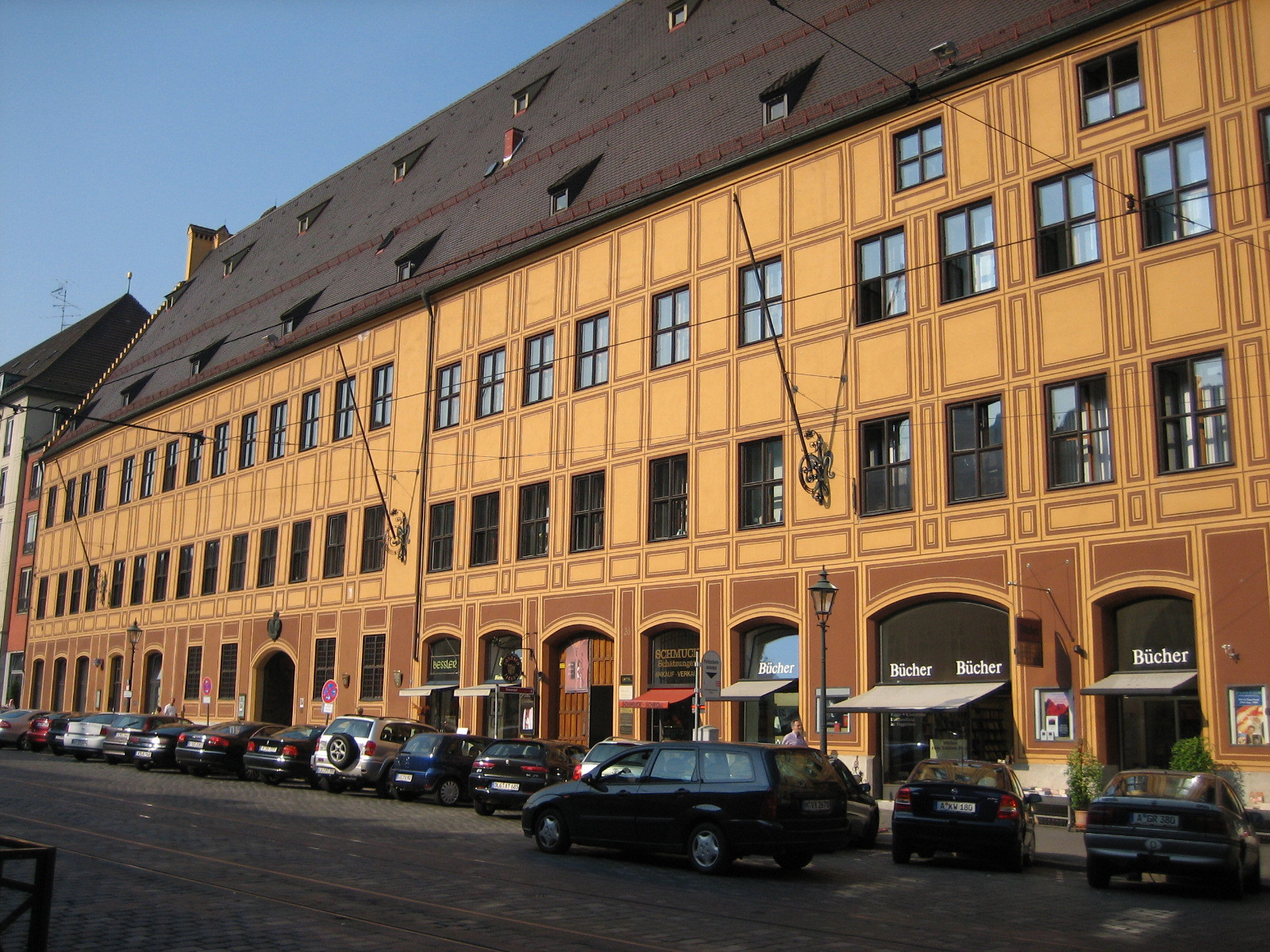
Cung điện thành phố của dòng họ Fugger

- Tòa thị chính, được xây dựng vào năm 1620 theo phong cách Phục hưng với Goldener Saal
- Perlachturm, một tháp chuông được xây dựng vào năm 989
- Fuggerei, khu nhà ở xã hội lâu đời nhất trên thế giới, có người ở từ năm 1523
- Fuggerhäuser (nhà Fugger), những ngôi nhà nguy nga thời phục hưng được phục dựng của gia tộc ngân hàng Fugger
- Dinh thự Giám mục, được xây dựng vào khoảng năm 1750 để thay thế cung điện giám mục cũ; ngày nay là trụ sở hành chính của Swabia
- Nhà thờ, được xây dựng vào thế kỷ thứ 9
- Nhà thờ thánh Anna
- Giáo đường Do Thái Augsburg, một trong số ít giáo đường Do Thái còn tồn tại sau chiến tranh, hiện được khôi phục và mở cửa đón khách với một bảo tàng Do Thái bên trong
- Bảo tàng công nghiệp và dệt may Augsburg - hoặc gọi tắt là tim, tổ chức nó hiển thị dưới tiêu đề Mensch-Maschine-Muster-Mode.
- Schaezlerpalais, một biệt thự mang phong cách Rococo (1765) hiện đang sở hữu một bảo tàng nghệ thuật lớn
- Thánh Ulrich và St. Afra, một nhà thờ Công giáo La Mã, một Nhà thờ phái Luther khác, sự đối ngẫu là kết quả của Hòa ước Augsburg kết thúc năm 1555 giữa Công giáo và Tin lành
- Mozart Haus Augsburg (nơi cha của nhà soạn nhạc Leopold Mozart được sinh ra và Mozart đã đến thăm nó nhiều lần)
- Augsburger Puppenkiste, một nhà hát múa rối
- Luther Stiege, bảo tàng nằm trong nhà thờ thánh Anna, cho thấy cuộc sống của Martin Luthers và các phòng khác nhau. (nhập học miễn phí)
- Eiskanal, khóa học về nước trắng nhân tạo đầu tiên trên thế giới (nơi diễn ra các sự kiện về nước trắng của Thế vận hội Munich năm 1972)
- Tháp khách sạn Dorint
- Ngôi nhà thời thơ ấu của Bertolt Brecht
- Vườn bách thảo Augsburg (Botanischer Garten Augsburg)
- Bảo tàng Maximillian
- Nhà Bahnpark Augsburg của 29 đầu máy lịch sử, thợ rèn, nhà tròn lịch sử
- 3 đài phun nước thời phục hưng tráng lệ, Đài phun nước Agustus, Đài phun nước Mercury và Đài phun nước Hercules từ thế kỷ 15, được xây dựng để kỷ niệm 1500 năm thành lập thành phố
- Bảo tàng nghệ thuật Walter tại "Cung điện Graffiti"
- Bảo tàng La Mã nằm trong Tu viện Thánh Margaret cũ (đã đóng cửa do nguy cơ sụp đổ). Việc cải tạo đang diễn ra và bảo tàng dự kiến sẽ mở cửa trở lại vào năm 2017.[20]
- Kênh đào thời trung cổ, được sử dụng để vận hành nhiều ngành công nghiệp, sản xuất vũ khí thời trung cổ, kĩ nghệ bạc, vệ sinh và bơm nước
- Kulturhaus Abraxas

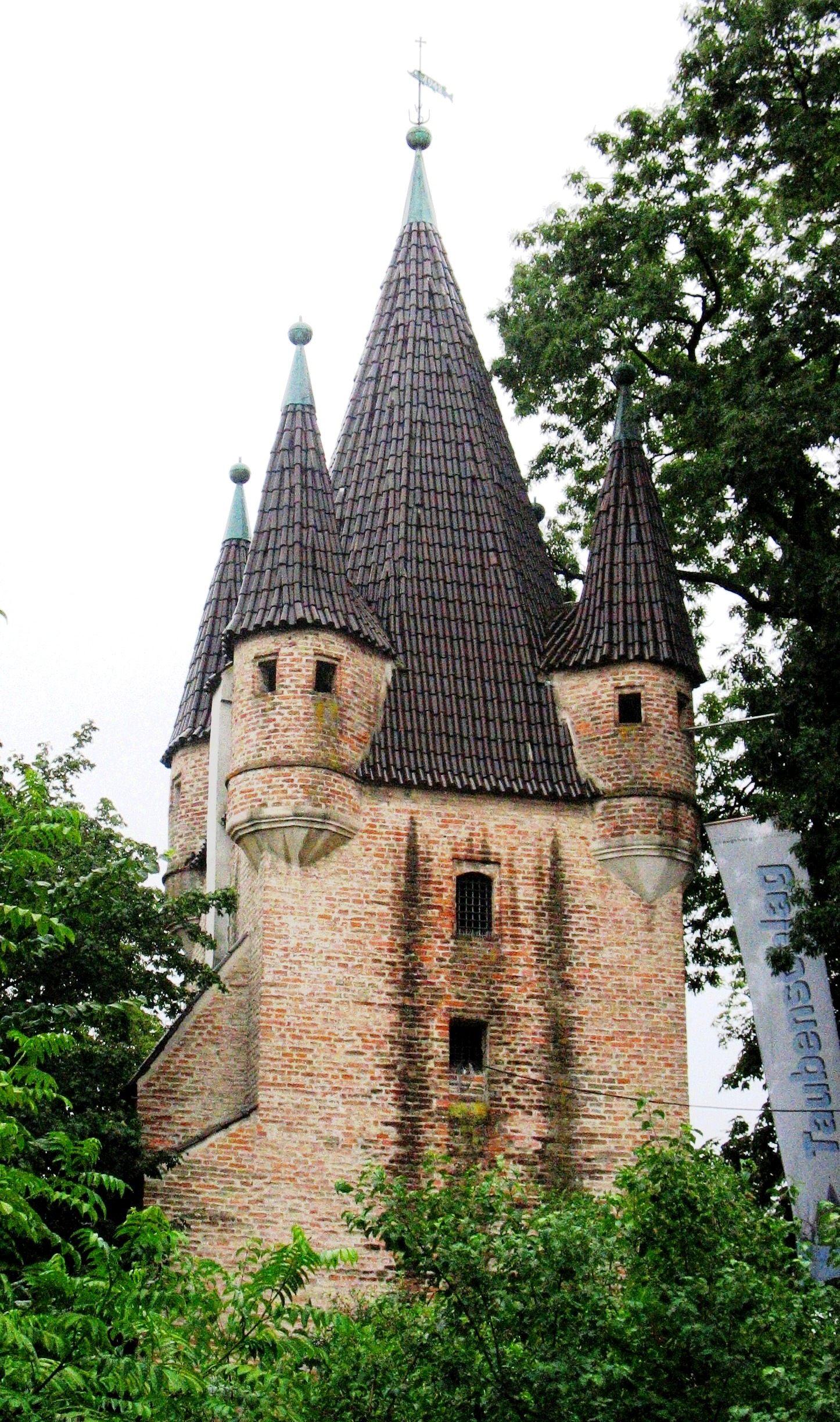
Tháp  Fünfgratturm
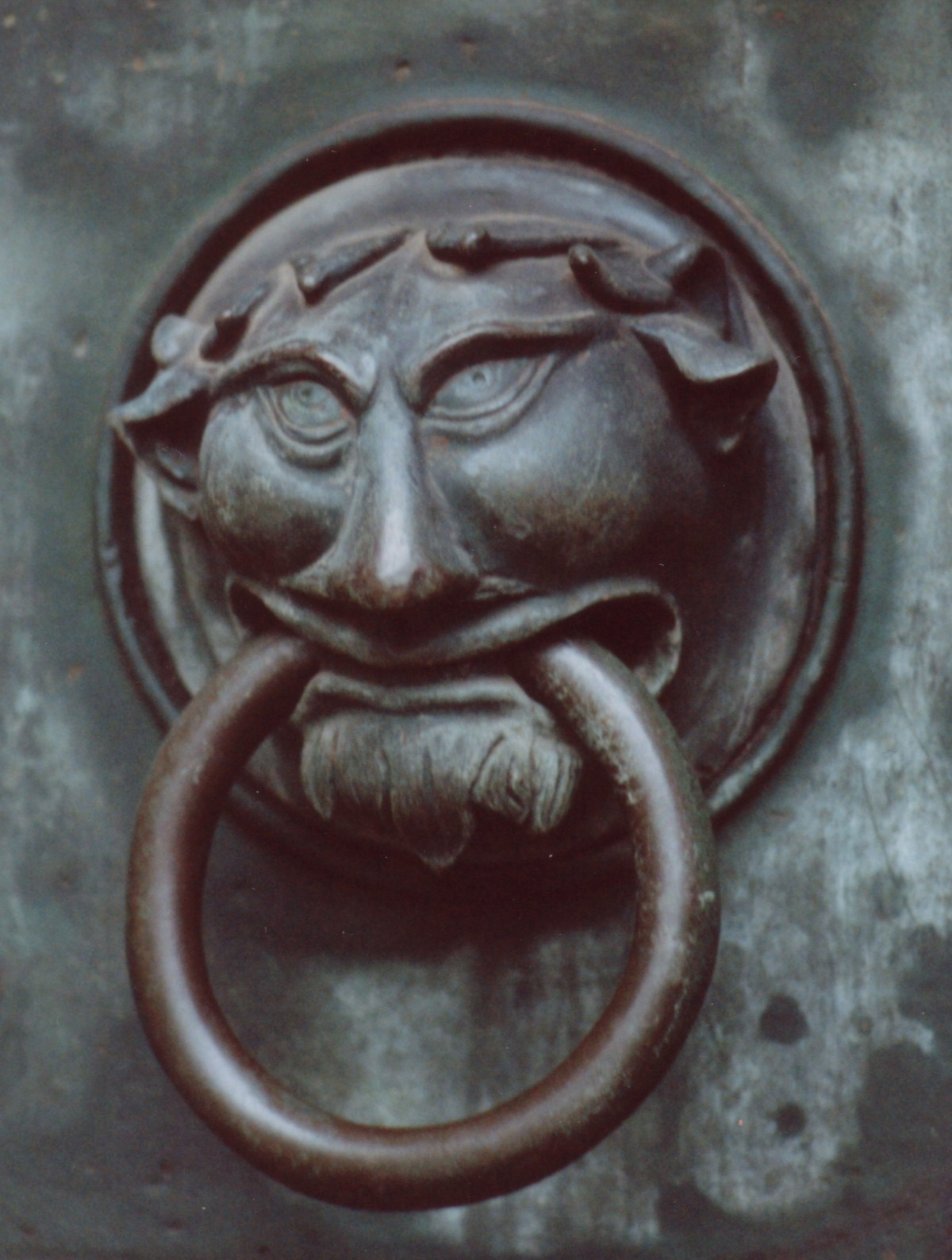
Ring of Mercy on the Dom (Nhà thờ lớn) St. Maria
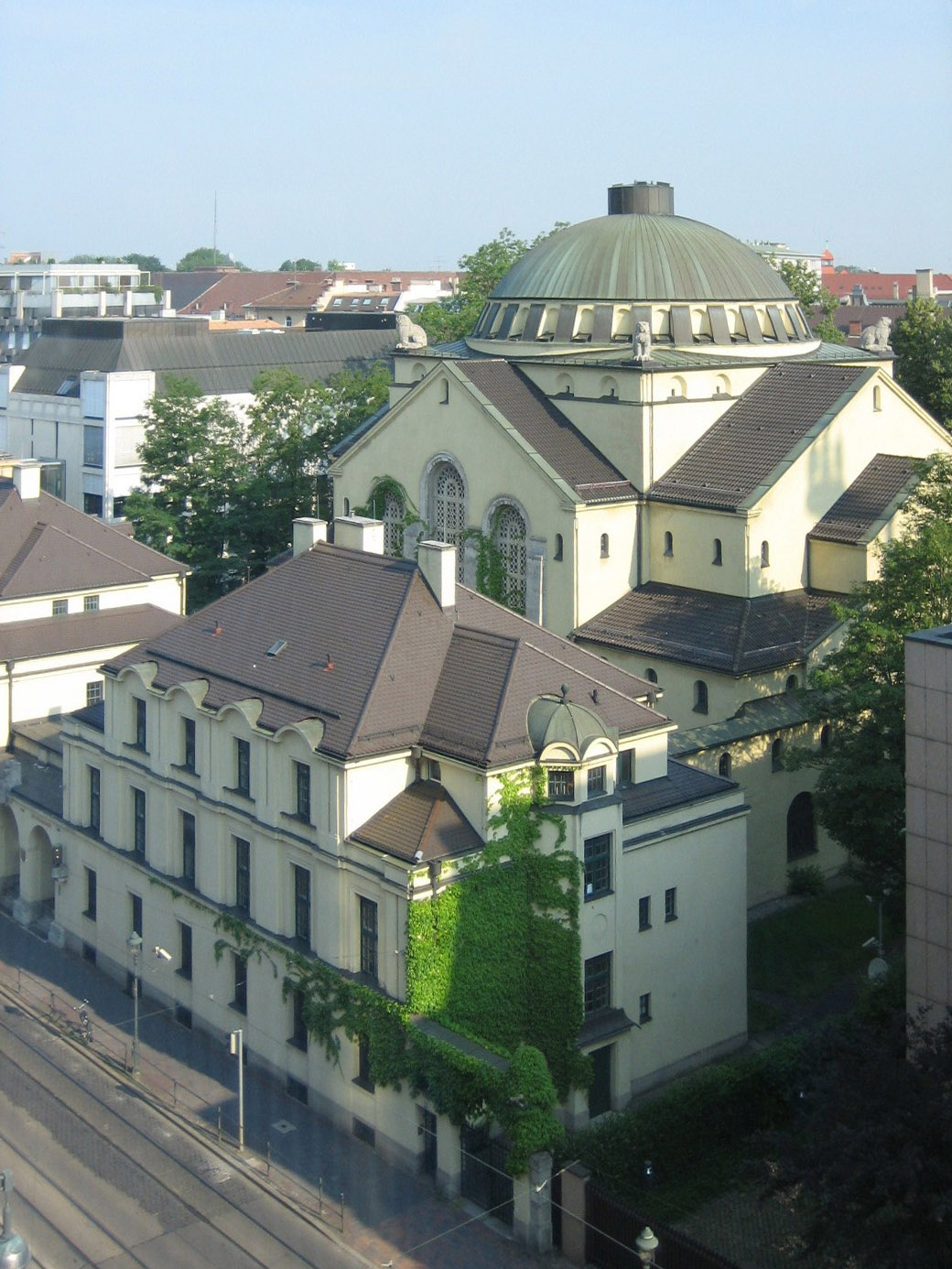
Giáo đường Do Thái Augsburg
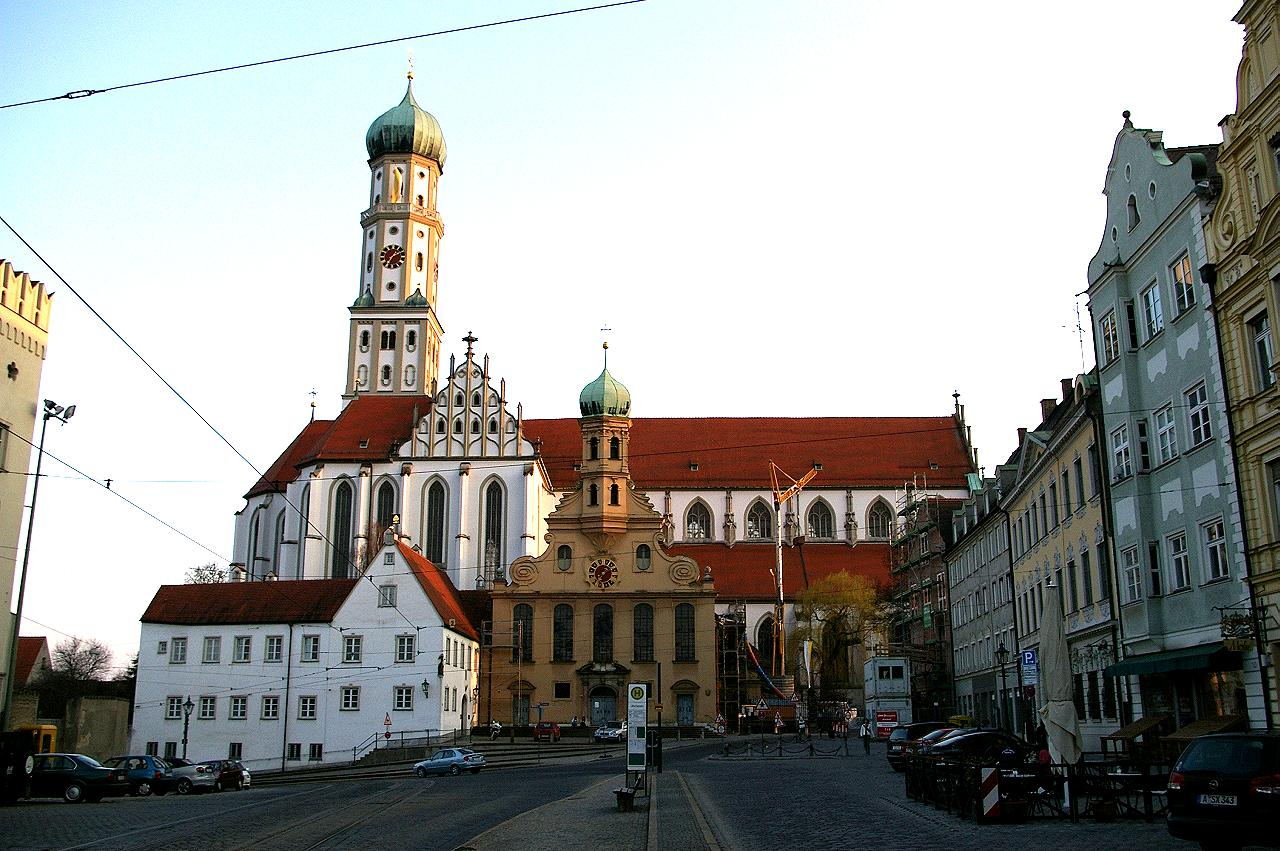
Nhà thờ Thánh Ulrich và St. Afra

### Truyền thuyết của thành phố

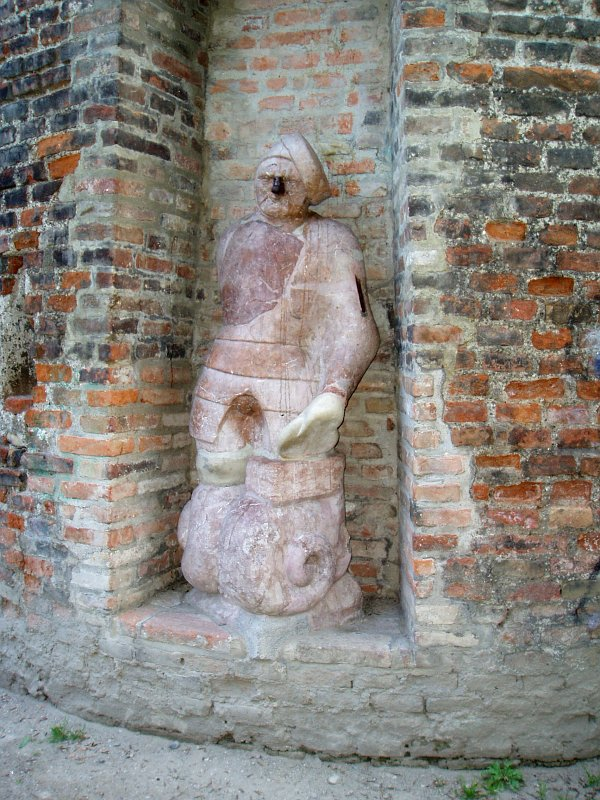
The „Stoinerne Ma“

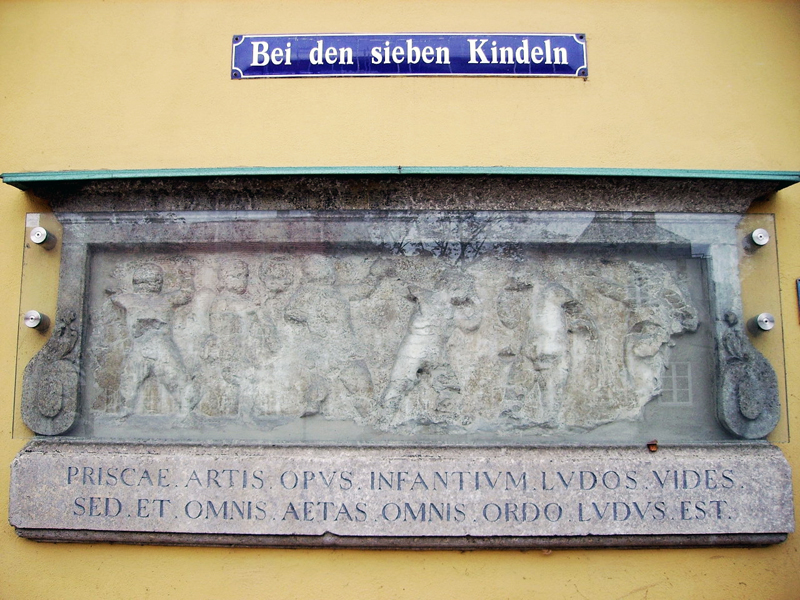
Bei den sieben Kindeln

#### Nữ thần thành phố Cisa
Cisa (dea Ciza) được cho là nữ thần của thành phố Augsburg. Một đại diện của Cisa có thể được nhìn thấy trên cánh gió thời tiết của Perlachturm; theo truyền thuyết, một số đại diện trên cánh cửa bằng đồng của nhà thờ được cho là để chỉ nữ thần. Ngọn núi mà ngôi đền của nữ thần tọa lạc đã được gọi là "Zisenberk". Chong chóng gió vàng trên đỉnh tháp Perlach bên cạnh tòa thị chính là hình ảnh ban đầu của nữ thần từ thế kỷ 15.

#### Stoinerne Ma
"Stoinerne Ma" ("Người Stony") là một tượng đá có kích thước thật trên tường thành phía đông Augsburg trong khu vực được gọi là "cầu thang Thụy Điển", nằm ở vùng kế cận Galluskirche và nữ tu viện St. Stephan (ở bên ngoài tường thành). Nó có lẽ là một thợ làm bánh một tay với một ổ bánh mì và khiên. Trong khu vực của bàn chân có một bệ xoắn ốc.
Theo truyền thuyết, chính thợ làm bánh "Konrad Hackher", trong một cuộc bao vây dài ở thành phố, đã nướng bánh mì từ mùn cưa và ném nó xuống mương có thể nhìn thấy rõ cho những kẻ bao vây trên tường thành. Ấn tượng rằng Augsburg vẫn còn nhiều bánh mì đến nỗi người ta có thể ném nó qua tường được cho là đã hạ bệ những kẻ bao vây đến mức họ bắn vào anh ta một cây nỏ vì tức giận. Một cú bắn trúng cánh tay anh ta và ngay sau đó cuộc bao vây bị phá vỡ. Trong lịch sử, sự kiện này xuất hiện trong Chiến tranh Ba mươi năm, chính xác hơn là cuộc bao vây Augsburg trong những năm 1634/35, khi quân đội Công giáo Bavaria dưới quyền Thống chế von Wahl muốn chiếm lại thành phố do người Thụy Điển chiếm đóng. Tất nhiên, hành động của người làm bánh không được chứng minh một cách đáng tin cậy.
Bức tượng thường được viếng thăm bởi những người đi bộ đi dạo dọc theo tường thành. Vì người ta cho là sẽ găp may mắn khi chạm vào mũi sắt của tượng đá. Phong tục này đặc biệt phổ biến với những người yêu thích.

##### Bei den sieben Kindeln
Trong bức tường Bei den Sieben Kindeln 3 ("Ở bảy trẻ sơ sinh 3") có một bức phù điêu bằng đá từ thời La Mã mô tả sáu đứa trẻ đang chơi đùa, trần truồng đứng quanh một cỗ quan tài.
Truyền thuyết nói rằng tấm bia kỷ niệm được một sĩ quan La Mã ủy nhiệm để tưởng niệm vụ đuối nước của một trong những đứa con của ông (do đó người ta nói đó là "bảy" đứa trẻ, mặc dù tấm biển chỉ có sáu: đứa trẻ thứ bảy bị chết đuối và nằm trong quan tài). Theo kiến thức hiện tại, chiếc đĩa từng tạo thành mặt dài của chiếc quách, đại diện cho Erotes.

## Sáp nhâp
| Năm             | Thành phố tự trị | Diện tích |
| --------------- | ---------------- | --------- |
| 1 tháng 7, 1910 | Meringerau       | 9.5 km²   |
| 1 tháng 1, 1911 | Pfersee          | 3.5 km²   |
| 1 tháng 1, 1911 | Oberhausen       | 8.6 km²   |
| 1 tháng 1, 1913 | Lechhausen       | 27.9 km²  |
| 1 tháng 1, 1913 | Hochzoll         | 4.4 km²   |
| 1 tháng 4, 1916 | Kriegshaber      | 59 km²    |
| 1 tháng 7, 1972 | Göggingen        |           |
| 1 tháng 7, 1972 | Haunstetten      |           |
| 1 tháng 7, 1972 | Inningen         |           |

## Dân số

### Lịch sử phát triển
| Năm                | Dân số  |
| ------------------ | ------- |
| 1635               | 16,432  |
| 1645               | 19,960  |
| 1806               | 26,200  |
| 1830               | 29,019  |
| 01 tháng 12, 18711 | 51,220  |
| 01 tháng 12, 18901 | 75,629  |
| 01 tháng 12, 19001 | 89,109  |
| 01 tháng 12, 19101 | 102,487 |
| 16 tháng 6, 19251  | 165,522 |
| 16 tháng 6, 19331  | 176,575 |
| 17 tháng 5, 19391  | 185,369 |
| 13 tháng 9, 19501  | 185,183 |
| 6 tháng 6, 19611   | 208,659 |
| 27 tháng 5, 19701  | 211,566 |
| 30 tháng 6, 1975   | 252,000 |
| 30 tháng 6, 1980   | 246,600 |
| 30 tháng 6, 1985   | 244,200 |
| 27 tháng 5, 1987 ¹ | 242,819 |
| 31 tháng 12, 1990  | 256.877 |
| 31 tháng 12, 1991  | 259.884 |
| 31 tháng 12, 1992  | 264.852 |
| 31 tháng 12, 1993  | 264.764 |
| 31 tháng 12, 1994  | 262.110 |
| 31 tháng 12, 1995  | 259.699 |
| 31 tháng 12, 1996  | 258.457 |
| 31 tháng 12, 1997  | 256.625 |
| 31 tháng 12, 1998  | 254.610 |
| 31 tháng 12, 1999  | 254.867 |
| 31 tháng 12, 2000  | 254.982 |
| 31 tháng 12, 2001  | 257.836 |
| 31 tháng 12, 2002  | 259.231 |
| 31 tháng 12, 2003  | 259.217 |
| 31 tháng 12, 2004  | 260.407 |
| 31 tháng 12, 2005  | 262.676 |
| 31 tháng 12, 2006  | 262.512 |
| 31 tháng 12, 2007  | 262.992 |
| 31 tháng 12, 2008  | 263.313 |
| 31 tháng 12, 2009  | 263.646 |
| 31 tháng 12, 2010  | 264.708 |
| 31 tháng 12, 2011  | 266.647 |
| 31 tháng 12, 2015  | 281.111 |
| 31 tháng 12, 2017  | 295.895 |

1 = Kết quả điều tra dân số

## Thành phố đối tác
- Inverness, Scotland, Vương quốc Anh, từ năm 1956
- Amagasaki, Nhật Bản, từ năm 1959
- Nagahama, Nhật Bản, từ năm 1959
- Bourges, Pháp, từ năm 1963
- Dayton, Ohio, Hoa Kỳ, từ năm 1964
- Liberec, Cộng hòa Séc, từ năm 2001
- Tế Nam, Sơn Đông, Cộng hòa Nhân dân Trung Hoa, từ năm 2004

Thông tin về các thành phố đối tác cũng có thể được tìm thấy tại www.augsburg.de.

## Giao thông vận tải

### Đường
Tuyến đường chính là autobahn A 8 giữa Munich và Stuttgart.

#### Giao thông công cộng
Giao thông công cộng rất tốt. Nó được kiểm soát bởi Augsburger Verkehrsverbund (công đoàn vận tải Augsburg, AVV) mở rộng trên trung tâm Schwaben. Có bảy tuyến đường sắt Regionalbahn, năm tuyến xe điện mặt đất, 27 tuyến xe buýt thành phố và sáu tuyến xe buýt đêm cũng như một số công ty taxi.
Mạng lưới đường xe điện Augsburg hiện dài 35,5 km sau khi mở các tuyến mới đến trường đại học vào năm 1996, đến ranh giới phía bắc thành phố vào năm 2001 và đến Klinikum Augsburg (bệnh viện Augsburg) vào năm 2002. Tuyến xe điện số 6, chạy 5,2 km từ Tây Friedberg đến Hauptbahnhof (Ga Trung tâm) được khai trương vào tháng 12 năm 2010.

#### Xe buýt liên tỉnh
Có một nhà ga cho các dịch vụ xe buýt liên tỉnh ở Augsburg là Augsburg Nord nằm ở phía bắc của thành phố.

### Đường sắt

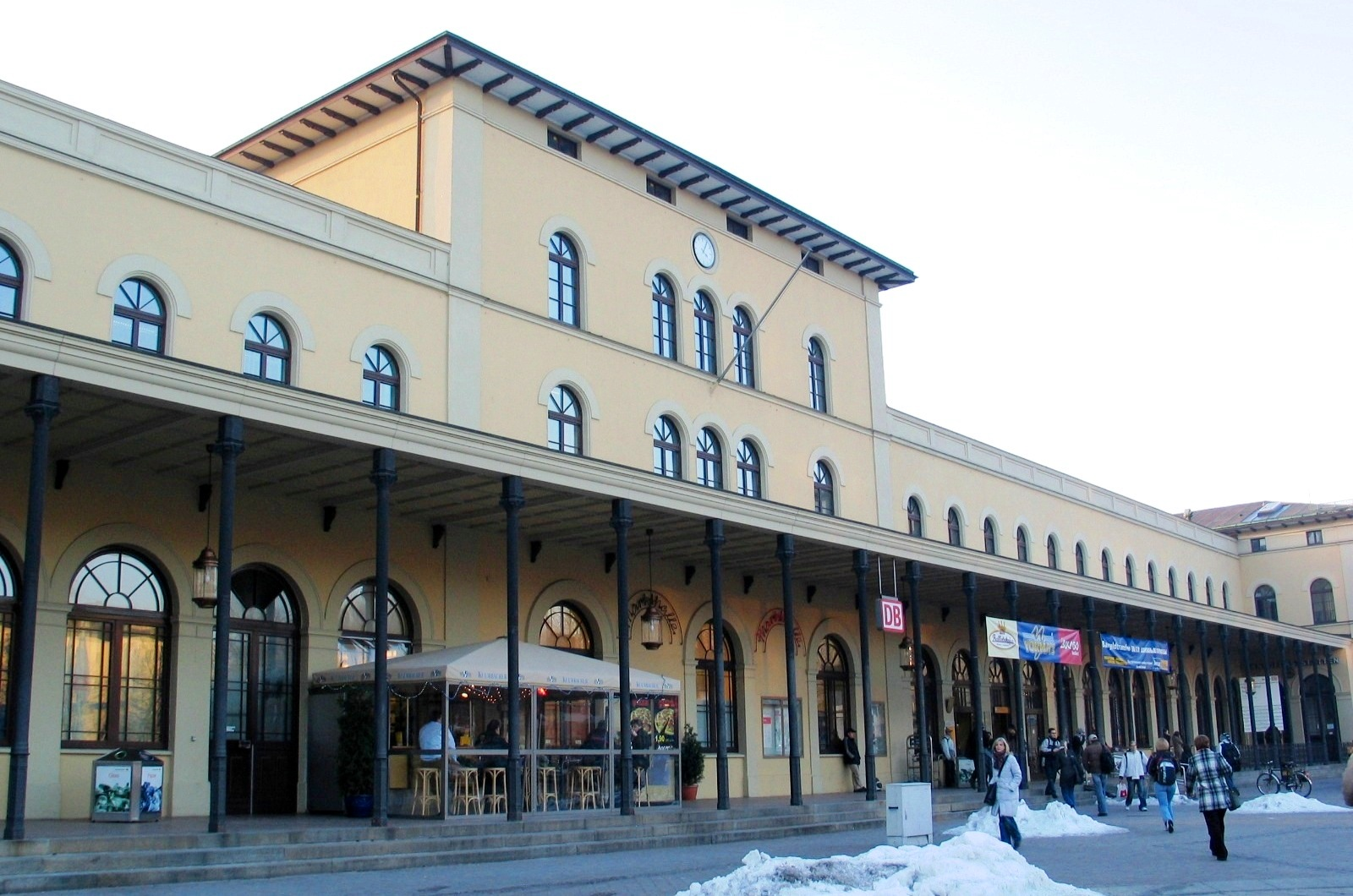
Mặt tiền nhà ga

Augsburg có bảy ga, Ga Trung tâm (Hauptbahnhof), Hochzoll, Oberhausen, Haunstetterstraße, Morellstraße, Messe và Inningen. Nhà ga Trung tâm, được xây dựng từ năm 1843 đến năm 1846, là nhà ga chính lâu đời nhất của Đức trong một thành phố lớn vẫn cung cấp các dịch vụ trong tòa nhà ban đầu. Nó hiện đang được hiện đại hóa và một trạm xe điện ngầm được xây dựng bên dưới nó. Hauptbahnhof có các tuyến Munich – Augsburg và Ulm – Augsburg và được kết nối bằng các tuyến ICE và IC đến Munich, Berlin, Dortmund, Frankfurt, Hamburg và Stuttgart. Kể từ tháng 12 năm 2007, TGV của Pháp đã kết nối Augsburg với một tuyến Cao tốc trực tiếp đến Paris. Ngoài ra, các dịch vụ tàu đêm và EC kết nối với Amsterdam, Paris và Viên và các kết nối sẽ được cải thiện đáng kể bằng cách tạo ra kế hoạch Magistrale for Europe.
AVV vận hành bảy tuyến Regionalbahn từ nhà ga chính đến:
- Mammendorf
- Schmiechen (hướng đến Ammersee)
- Aichach / Radersdorf
- Meitingen / Donauwörth
- Dinkelscherben
- Schwabmünchen
- Klosterlechfeld

Bắt đầu từ năm 2008, các dịch vụ trong khu vực được lên kế hoạch thay đổi thành tần số S-Bahn và phát triển lâu dài khi tích hợp vào Augsburg S-Bahn.

### Vận tải hàng không
Đến năm 2005, Augsburg mới có Sân bay Augsburg (AGB) gần đó. Trước đó, tất cả vận tải hành khách bằng đường hàng không đều được chuyển đến Sân bay Munich. Kể từ đó, sân bay được sử dụng gần như hoàn toàn bằng máy bay thương mại.

## Kinh tế

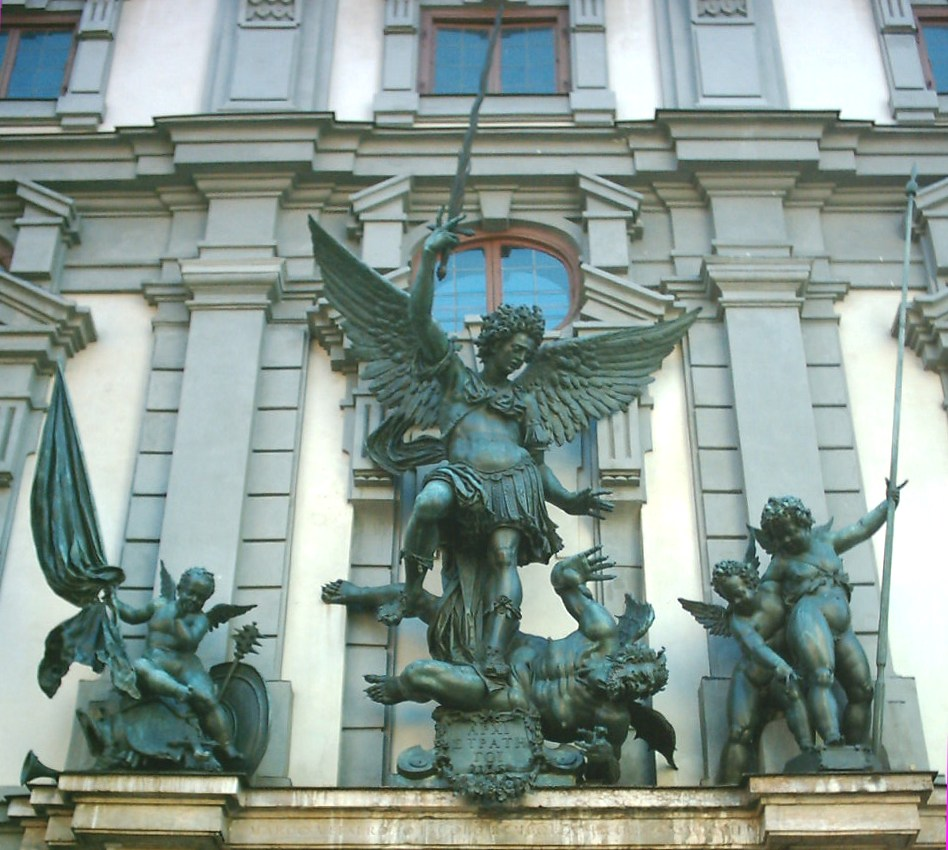
Tượng Tổng lãnh thiên thần Micae ở Augsburg

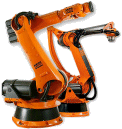
Robot công nghiệp của KUKA

Augsburg là một thành phố công nghiệp sôi động. Nhiều công ty dẫn đầu thị trường toàn cầu như MAN, EADS hoặc KUKA sản xuất các sản phẩm công nghệ cao như hệ thống in, động cơ diesel cỡ lớn, rô bốt công nghiệp hoặc các bộ phận cho máy bay Airbus A380 và tên lửa hàng không Ariane. Sau Munich, Augsburg được coi là trung tâm công nghệ cao trong mảng Công nghệ thông tin và truyền thông ở Bayern và tận dụng lợi thế của chi phí vận hành thấp hơn nhưng lại gần Munich và các khách hàng tiềm năng. Năm 2018, Chính phủ Bang Bayern đã công nhận thực tế này và nâng Augsburg thành thủ phủ.

### Các công ty lớn
- Boewe Systec[27]
- Faurecia
- Fujitsu Technology Solutions
- KUKA Robotics / Systems
- MAN (Maschinenfabrik Augsburg-Nürnberg)
- manroland
- MT-Aerospace (trước đây là MAN Technologie)
- NCR
- Osram
- Premium AEROTEC
- RENK AG (công ty con của MAN SE)
- Siemens
- UPM-Kymmene (trước đây là Haindl)
- WashTec (trước đây là Kleindienst)
- Synlab Group
- Cancom
- Check24
- Amazon
- Patrizia Immobilien

### Hệ thống quản lý nước
Các hệ thống nước của Augsburg được xây dựng từ thế kỷ 14 và vẫn còn hoạt động cho đến ngày nay. Một mạng lưới kênh đào, tháp nước, thiết bị bơm và các trạm thủy điện đã cung cấp nước uống và năng lượng cho thành phố trong nhiều thế kỷ.
Vào ngày 6 tháng 7 năm 2019, Hệ thống Quản lý Nước của Augsburg đã được UNESCO công nhận là Di sản Thế giới.

## Giáo dục
Augsburg có các trường đại học và cao đẳng sau:
- Đại học Augsburg, thành lập năm 1970[30]
- Hochschule Augsburg (Đại học Khoa học Ứng dụng, trước đây là Fachhochschule Augsburg)

## Phương tiện truyền thông
Tờ báo địa phương là Augsburger Allgemeine được xuất bản lần đầu tiên vào năm 1807. Ngoài ra còn có một số đài phát thanh địa phương và một đài truyền hình địa phương (a.tv).

## Nhân vật nổi tiếng
- chết 304 Thánh Afra
- qua đời 807 Simpert
- c.890–973 Thánh Ulrich
- 1070–1127 Thánh Wolfhard
- 1398–1469 Jakob Fugger cha

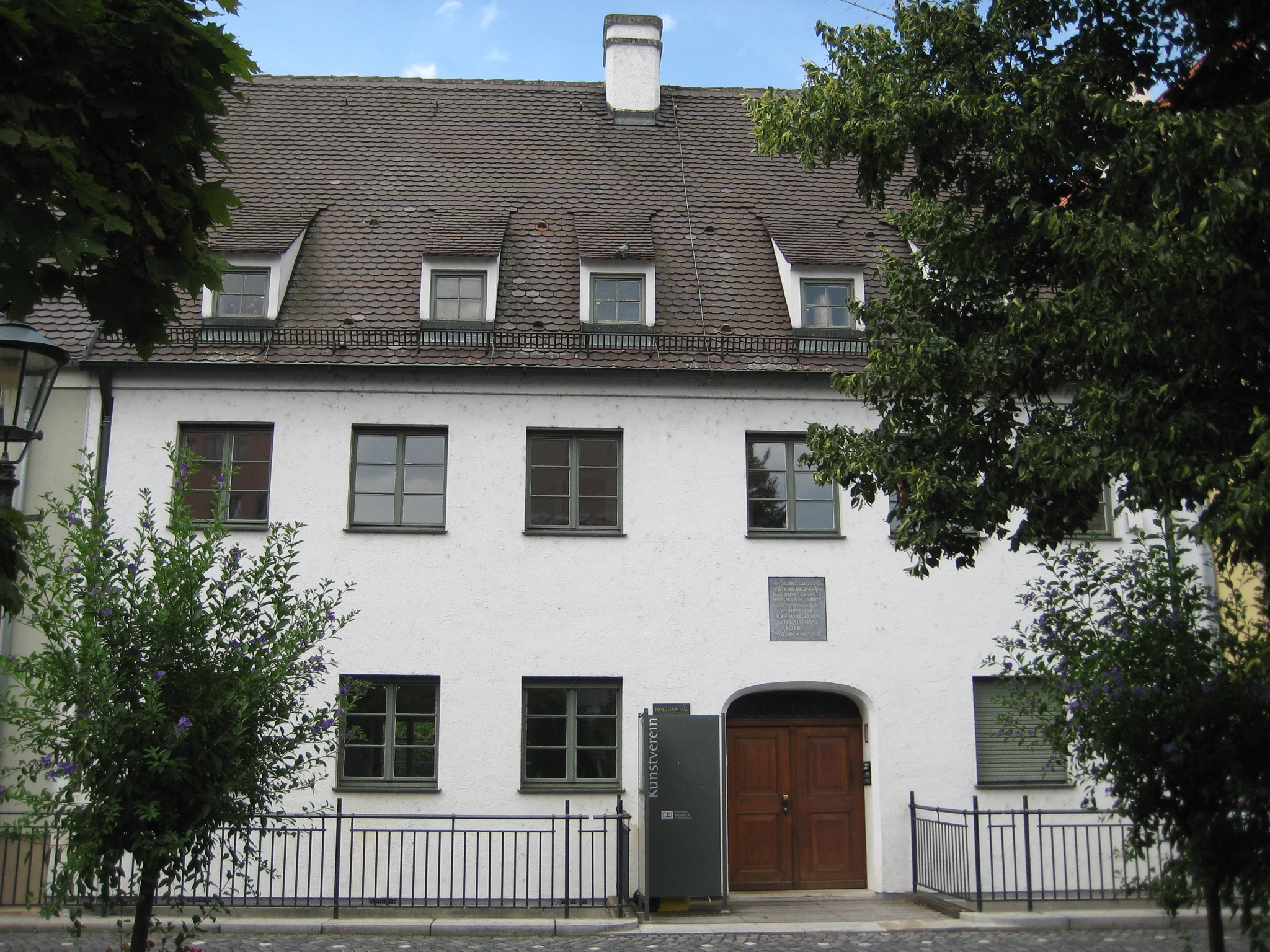
Nhà của Holbein

- 1442–1528 Erhard Ratdolt thợ in, nổi tiếng vì đã sản xuất máy in đầu tiên được biết dùng để đánh sách mẫu.
- 1459–1525 Jakob Fugger Chủ ngân hàng và nhà môi giới tài chính nổi tiếng. Jakob Fugger thành lập Fuggerei năm 1516, một nơi là một nơi mà người dân nghèo của Augsburg có thể tới ở.
- 1460–1524 Hans Holbein cha, người tiên phong trong việc chuyển đổi nghệ thuật Đức từ phong cách Gothic sang phong cách Phục hưng.
- 1497–1543 Hans Holbein con, họa sĩ tranh chân dung và tranh tôn giáo.
- 1497 – c.1574 Matthäus Schwarz, kế toán và nhà viết sách
- 1517–1579 Paulus Hector Mair, võ sĩ.
- 1573–1646 Elias Holl, kiến trúc sư
- 1578–1647 Philipp Hainhofer, thương gia, chủ ngân hàng, nhà ngoại giao và nhà sưu tập nghệ thuật.
- 1580–1627 Julius Schiller, luật sư và nhà thiên văn học.
- 1589-1643 Johann Georg Wirsung, nhà giải phẫu học
- 1701–1776 Andreas Christoph Graf, giáo viên, tác giả và nhà thơ người Đức.
- 1704–1767 Johann Jakob Haid, thợ khắc.
- 1719–1787 Leopold Mozart, nhà soạn nhạc vĩ cầm và là cha của Wolfgang Amadeus Mozart.
- 1740–1786 Christoph Christian Sturm, nhà thuyết giáo và tác giả.
- 1822–1908 Eduard Bayer, nhà soạn nhạc và nghệ sĩ guitar cổ điển.
- 1858–1913 Rudolf Diesel, người phát minh ra động cơ diesel.
- 1871–1949 Albert Rehm, nhà ngữ văn học, người đầu tiên hiểu được ý nghĩa của cơ cấu Antikythera
- 1873–1964 Hans von Euler-Chelpin, người đồng nhận giải Nobel Hóa học năm 1929.
- 1878-1956 Karl Habosystemck, người buôn nghệ thuật thời Đức Quốc xã.
- 1879-1961 Artur Lauinger, nhà báo người Đức
- 1885-1946 Julius Streicher, một đảng viên đảng Quốc xã nổi tiếng trước Thế chiến II, người sáng lập và xuất bản tờ báo Der Stürmer chống Do Thái, bị hành quyết vì tội ác chiến tranh
- 1887–1943 Julius Schaxel, nhà sinh vật học
- 1895–1946 Hans Loritz, chỉ huy trại tập trung SS của Đức Quốc xã
- 1898–1956 Bertolt Brecht, nhà văn và đạo diễn sân khấu
- 1901-Tháng 8, 1947 Schmidhuber, sĩ quan SS của Đức Quốc xã bị hành quyết vì tội ác chiến tranh
- 1908–1944 Wilhelm Gerstenmeier, sĩ quan trại tập trung SS bị hành quyết vì tội ác chiến tranh
- 1915–1961 Josef Priller, phi công ách của Luftwaffe
- 1920–2011 Mietek Pemper, người Do Thái gốc Ba Lan, đã biên soạn và đánh máy danh sách của Oskar Schindler, người đã cứu 1.200 tù nhân Do Thái khỏi Holocaust. [29] [30]
- 1926–2015 Günther Schneider-Siemssen, nhà thiết kế phong cảnh
- 1927–1956 Werner Haas, tay đua mô tô đường trường Grand Prix
- 1933–2011 Ulrich Biesinger, cựu cầu thủ bóng đá người Đức, là thành viên của đội vô địch FIFA World Cup 1954
- 1939–2012 Helmut Haller, cầu thủ bóng đá đã đại diện cho Tây Đức tại ba kỳ World Cup
- 1944 Hans Henning Atrott, tác giả và nhà lý thuyết người Đức
- 1948 Wolf Blitzer, nhà báo Mỹ và phóng viên CNN
- 1957 Bernhard Langer, vận động viên chơi gôn chuyên nghiệp.
- 1958 Günther K.H. Zupanc, nhà sinh học thần kinh, nhà nghiên cứu, giáo viên đại học, tác giả sách, biên tập viên tạp chí và nhà cải cách giáo dục
- 1959 Bernd Schuster, huấn luyện viên bóng đá và cựu cầu thủ
- 1961 Armin Veh, huấn luyện viên bóng đá.
- 1967 Sheryl Lee, nữ diễn viên, nhà thơ và nhà hoạt động.
- 1968 Alexander Wesselsky, ca sĩ chính của ban nhạc Đức Eisbrecher
- 1977 Marisa Olson, nghệ sĩ
- 1980 Benny Greb, nghệ sĩ trống solo
- 1983 Andreas Bourani, ca sĩ kiêm nhạc sĩ
- 1983 Philipp Kohlschreiber, vận động viên quần vợt
- 1985 Bianca Voitek, nữ vận động viên thể hình
- 1986 Maximilian Hornung, nghệ sĩ cello
- 1989 Stefan Bradl, tay đua mô tô
- 1989 Johnny Cecotto Jr., tay đua xe hơi

## Thể thao

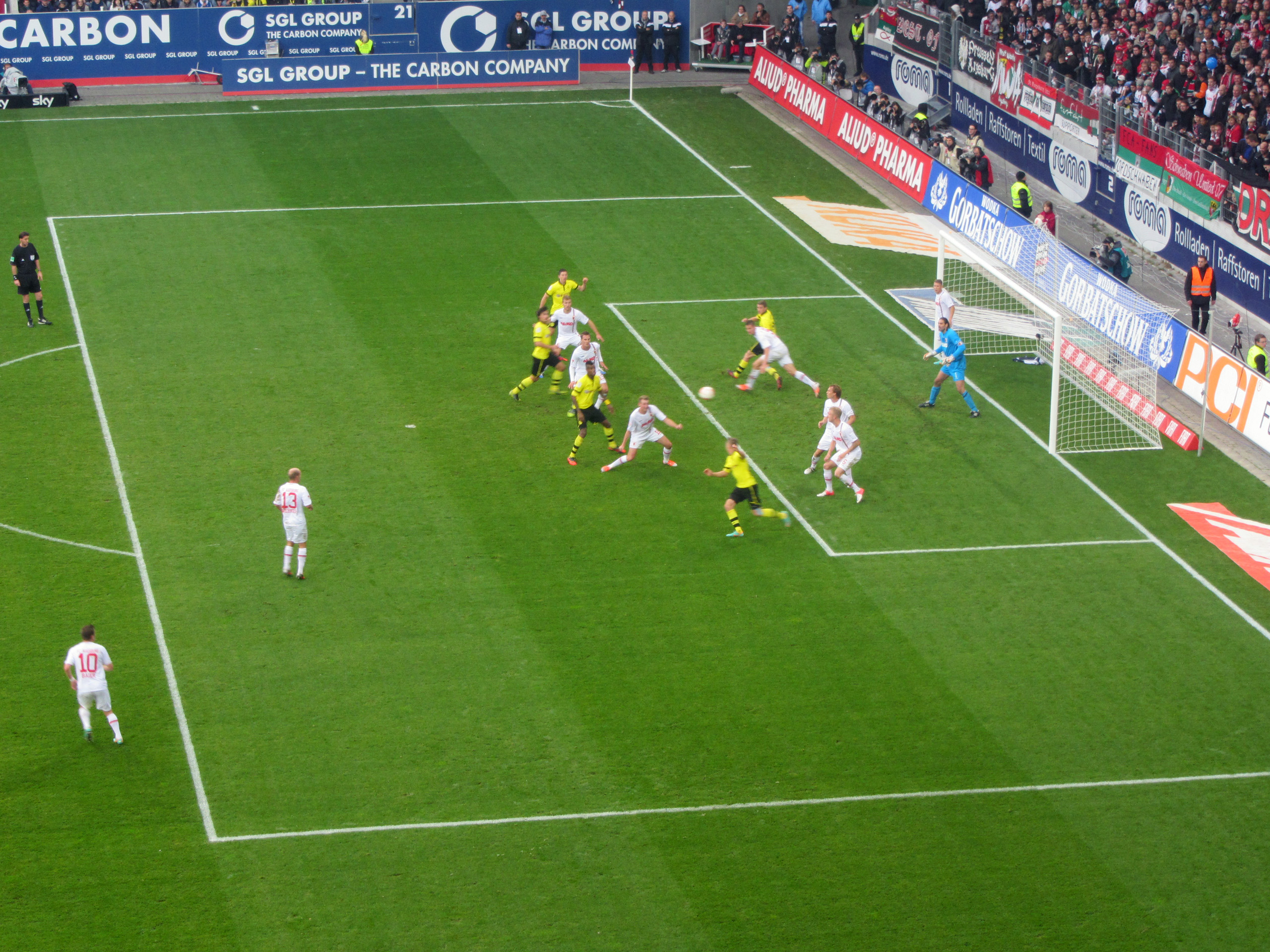
FC Augsburg đấu với Borussia Dortmund tại Bundesliga trên sân SGL Arena vào tháng 11 năm 2012.

FC Augsburg là một đội bóng đá có trụ sở tại Augsburg và sân nhà là WWK ARENA. FC Augsburg được thăng hạng lên chơi ở Bundesliga vào năm 2011. Sân vận động mới (mở cửa vào tháng 7 năm 2009) cũng là nơi tổ chức các trận đấu của [[Giải vô địch bóng đá nữ thế giới 2011.
Thành phố là quê hương của đội khúc côn cầu trên băng DEL (giải hạng nhất), Augsburger Panther. Câu lạc bộ ban đầulà AEV được thành lập vào năm 1878, là câu lạc bộ thể thao trên băng lâu đời nhất của Đức và thường xuyên thu hút khoảng 4000 khán giả hâm mộ môn khúc côn cầu trên băng của Đức. Các trò chơi trên sân nhà được chơi tại Curt Frenzel Stadion: một sân vận động trong nhà và một sân vận động hiện đại hơn được xây dựng lại vào năm 2012–2013. Augsburg cũng là quê hương của một trong những câu lạc bộ Bóng chày giàu truyền thống nhất ở Đức, Augsburg Gators và 2 Câu lạc bộ Bóng bầu dục Mỹ, Raptors và Augsburg Storm, và ở Königsbrunn gần đó có Königsbrunn Ants.
Đối với Thế vận hội Olympic 1972 ở Munich, một con kênh dẫn dòng bảo vệ đập sông Lech khỏi băng sông đã được chuyển đổi thành dòng sông nước trắng nhân tạo đầu tiên trên thế giới: Eiskanal và vẫn là một địa điểm đẳng cấp thế giới cho cuộc thi về nước trắng và là nguyên mẫu cho hai chục dòng ở nước ngoài tương tự.

## Biệt danh thành phố địa phương
Trong khi thường được gọi là Fuggerstadt (thành phố của Fugger) do gia tộc Fugger đã sống ở đó. Ở Schwaben, nó cũng thường được gọi là Datschiburg: có nguồn gốc từ thế kỷ 19 đề cập đến món ngọt được yêu thích ở Augsburg: Datschi làm từ trái cây, ngon nhất là mận khô, bột bánh mỏng. Đội bóng đá từ thiện Datschiburger Kickers (thành lập năm 1965) phản ánh điều này khi lấy nó làm tên đội.
Với những người trẻ tuổi, thành phố thường được gọi tắt là "Aux".